# Lin Shidong
Lin Shidong (chinesisch 林诗栋; * 18. April 2005 in Danzhou, Hainan) ist ein chinesischer Tischtennisspieler.

## Karriere
Seine ersten internationalen Auftritte hatte Lin 2018 und 2019, als er bei verschiedenen Jugend-Turnieren antrat. 2021 nahm er als Teil der chinesischen Mannschaft, die Gold gewann, an der Jugend-Weltmeisterschaft teil, bei der Jugend-WM 2022 holte er alle vier Titel im Einzel, Doppel, Mixed und mit dem Team. In diesem Jahr spielte er zudem seine ersten Turniere im Erwachsenen-Bereich, sodass er in der Weltrangliste im Mai in die Top 100 vorrückte. Beim WTT Contender Muscat holte er Gold im Doppel mit Xiang Peng und damit seinen ersten Titel der WTT Series, der erste Einzeltitel folgte beim WTT Contender Amman 2023 durch einen Finalsieg über den Weltranglisten-Elften Dimitrij Ovtcharov. Kurz darauf schlug Lin beim WTT Star Contender Goa auch den Weltranglisten-Achten Lin Yun-ju und im Mai konnte er im Doppel und Mixed zum ersten Mal an der Weltmeisterschaft teilnehmen. Im Mixed mit Kuai Man holte er Bronze und bei der Jugend-WM Ende des Jahres zum zweiten Mal alle Titel. Im Oktober rückte er zum ersten Mal in die Top 10 der Weltrangliste vor, zudem konnte er sich für die WTT Finals qualifizieren, bei denen er im Doppel mit Lin Gaoyuan Silber gewann.
2024 wurde Lin beim WTT Star Contender Doha Zweiter, nachdem er unter anderem den amtierenden Weltmeister Fan Zhendong geschlagen hatte. Ein weiterer Sieg über Fan gelang ihm beim Singapore Smash, bevor er gegen Timo Boll ausschied. Beim Saudi Smash kam er ins Halbfinale, wo er nach 2:0-Führung mit 3:4 gegen den Weltranglisten-Ersten Wang Chuqin verlor. Im September gewann Lin das WTT Champions Macao und im Oktober den China Smash, sodass er in der Weltrangliste kurz darauf auf den zweiten Platz vorrückte. Im Februar 2025 holte er alle drei Titel beim Singapore Smash und erreichte dadurch als bisher jüngster Spieler die Spitze der Weltrangliste.

## Turnierergebnisse
| Verband | Veranstaltung               | Jahr | Ort               | Land | Einzel        | Doppel        | Mixed         | Team |
| ------- | --------------------------- | ---- | ----------------- | ---- | ------------- | ------------- | ------------- | ---- |
| CHN     | Asienmeisterschaft          | 2024 | Astana            | KAZ  | Silber        | Viertelfinale | Gold          | Gold |
| CHN     | Grand Smash                 | 2025 | Las Vegas         | USA  | Halbfinale    | Viertelfinale | Gold          |      |
| CHN     | Grand Smash                 | 2025 | Singapur          | SIN  | Gold          | Gold          | Gold          |      |
| CHN     | Grand Smash                 | 2024 | Peking            | CHN  | Gold          | Silber        | Gold          |      |
| CHN     | Grand Smash                 | 2024 | Dschidda          | KSA  | Halbfinale    |               |               |      |
| CHN     | WTT Series (Champions)      | 2025 | Chongqing         | CHN  | Silber        |               |               |      |
| CHN     | WTT Series (Champions)      | 2024 | Frankfurt am Main | GER  | Gold          |               |               |      |
| CHN     | WTT Series (Contender)      | 2024 | Maskat            | OMN  | Gold          |               | Gold          |      |
| CHN     | WTT Series (Champions)      | 2024 | Montpellier       | FRA  | Halbfinale    |               |               |      |
| CHN     | WTT Series (Champions)      | 2024 | Macau             | MAC  | Gold          |               |               |      |
| CHN     | WTT Series (Contender)      | 2024 | Almaty            | KAZ  | Gold          | Gold          | Gold          |      |
| CHN     | WTT Series (Contender)      | 2024 | Taiyuan           | CHN  | Achtelfinale  |               | Gold          |      |
| CHN     | WTT Series (Star Contender) | 2024 | Doha              | QAT  | Silber        | Viertelfinale | Silber        |      |
| CHN     | WTT Series (Contender)      | 2023 | Taiyuan           | CHN  | Halbfinale    | Gold          | Gold          |      |
| CHN     | WTT Series (Star Contender) | 2023 | Lanzhou           | CHN  | Achtelfinale  | Silber        | Gold          |      |
| CHN     | WTT Series (Contender)      | 2023 | Almaty            | KAZ  |               | Gold          | Achtelfinale  |      |
| CHN     | WTT Series (Star Contender) | 2023 | Ljubljana         | SLO  |               | Gold          | Viertelfinale |      |
| CHN     | WTT Series (Contender)      | 2023 | Zagreb            | HRV  | Halbfinale    | Gold          | Silber        |      |
| CHN     | WTT Series (Contender)      | 2023 | Lagos             | NGR  |               | Halbfinale    |               |      |
| CHN     | WTT Series (Star Contender) | 2023 | Bangkok           | THA  | Achtelfinale  | Gold          | Achtelfinale  |      |
| CHN     | WTT Series (Star Contender) | 2023 | Panaji            | IND  | Silber        |               |               |      |
| CHN     | WTT Series (Contender)      | 2023 | Amman             | JOR  | Gold          | Viertelfinale | Gold          |      |
| CHN     | WTT Series (Contender)      | 2023 | Doha              | QAT  | Halbfinale    | Achtelfinale  | Gold          |      |
| CHN     | WTT Series (Contender)      | 2023 | Durban            | RSA  | Viertelfinale | Gold          | Gold          |      |
| CHN     | WTT Finals                  | 2024 | Fukuoka           | JPN  | Halbfinale    | Viertelfinale |               |      |
| CHN     | WTT Finals                  | 2023 | Doha              | QAT  | Achtelfinale  | Silber        |               |      |
| CHN     | World Cup                   | 2025 | Macau             | MAC  | Silber        |               |               |      |
| CHN     | World Cup                   | 2024 | Macau             | MAC  | Achtelfinale  |               |               |      |
| CHN     | Weltmeisterschaft           | 2025 | Doha              | QAT  | Viertelfinale | Viertelfinale | Viertelfinale |      |
| CHN     | Weltmeisterschaft           | 2023 | Durban            | RSA  |               | Viertelfinale | Halbfinale    |      |
| CHN     | Jugend-Weltmeisterschaft    | 2023 | Nova Gorica       | SLO  | Gold          | Gold          | Gold          | Gold |
| CHN     | Jugend-Weltmeisterschaft    | 2022 | Radès             | TUN  | Gold          | Gold          | Gold          | Gold |
| CHN     | Jugend-Weltmeisterschaft    | 2021 | Vila Nova de Gaia | POR  |               |               |               | Gold |